# Liste der Mitglieder der Deutschen Akademie der Naturforscher Leopoldina/1692
Die Liste der Mitglieder der Deutschen Akademie der Naturforscher Leopoldina für 1692 enthält alle Personen, die im Jahr 1692 zum Mitglied ernannt wurden. Insgesamt gab es acht neu gewählte Mitglieder.

## Mitglieder
| Nr. | Name                                  | Beiname       | Geboren       | Aufnahme | Gestorben     | Bild                |
| --- | ------------------------------------- | ------------- | ------------- | -------- | ------------- | ------------------- |
| 189 | Gottfried Thomasius                   | Vindicianus   | 1660          | 12. Mai  | 10. Mai 1746  | Gottfried Thomasius |
| 190 | Georg Friedrich Frankus von Frankenau | Philaretus I. | 28. Aug. 1669 | 15. Mai  | Mai 1732      |                     |
| 191 | Christoph Horch                       | Absyrtus I.   | 1667          | 15. Mai  | 20. Apr. 1754 |                     |
| 192 | Elias Camerarius                      | Hector III.   | 17. Feb. 1672 | 15. Mai  | 6. Feb. 1734  | Elias Camerarius    |
| 193 | Theodor Jansonius von Almeloveen      | Celsus II.    | 24. Juli 1657 | 15. Mai  | 28. Juli 1712 |                     |
| 194 | Johann Michael Faust                  | Theophilus I. | 8. Juni 1663  | 13. Aug. | 7. Okt. 1707  |                     |
| 195 | Johann Friedrich Gruve                | Philo I.      |               | 12. Sep. |               |                     |
| 196 | Ambrosius Stegmann                    | Aemilius      | 24. Feb. 1663 | 12. Sep. | 21. Jan. 1700 |                     |